# Новопокровка (Кропивницький район)
Новопокро́вка — село в Україні, у Дмитрівській сільській громаді Кропивницького району Кіровоградської області. Населення становить 76 осіб.

## Населення
Згідно з переписом УРСР 1989 року чисельність наявного населення села становила 92 особи, з яких 41 чоловік та 51 жінка.
За переписом населення України 2001 року в селі мешкало 76 осіб.

### Мова
Розподіл населення за рідною мовою за даними перепису 2001 року:
| Мова       | Відсоток |
| ---------- | -------- |
| українська | 98,68 %  |
| білоруська | 1,32 %   |